# 上海總會 (香港)
香港上海总会（英語：Shanghai Fraternity Association Hong Kong Limited），是香港非牟利社会慈善团体（类似同乡会），香港民间八大社团之一，香港亲政府陣營（建制派）大本营之一。会员多为苏浙沪籍贯，尤以宁波籍为最多，现会员来源逐渐扩大，打破了地域限制。

## 历史
1977年，总会由上海人黄梦花和宁波人王剑伟创建。最初命名为香港上海联谊会。黄梦花为首任会长，王剑伟为首任理事长。1980年元旦，改名作香港上海总会有限公司，简称作“上海总会”。
1978年，总会地址位于香港金融中心地带中环地区。1986年，总会总部移至湾仔。2003年，总会购入新物业，实力大增。

## 慈善记录
- 捐款1350万港元予香港中文大学，成立「上海總會研究中心」。
- 2008年捐款400余万元予四川汶川地震灾区。
- 捐款赈灾逾2000万元。

## 積極參與賽馬活動
自1980年代開始，香港上海總會開始在香港賽馬會擁有名下馬匹，包括上海之星、上海之寶、上海福星、上海大亨、有苗頭（上海會團體）、有派頭（上海老友賽馬團體）。

## 外部連結
- 上海總會官方網站（页面存档备份，存于）（繁體中文）